# Thulium
Thulium is een scheikundig element met symbool Tm en atoomnummer 69. Het is een zilverwit lanthanoïde.

## Ontdekking
In 1879 is thulium ontdekt door de Zweedse chemicus Per Teodor Cleve tijdens het bestuderen van onzuiverheden in lanthanoïdeoxiden. Eén voor één verwijderde hij alle bekende bestanddelen uit erbiumoxide, waarbij uiteindelijk twee onbekende substanties overbleven. De ene was een bruinkleurig oxide van het gelijktijdig door Marc Delafontaine ontdekte holmium, de andere was een groen oxide van een toen nog niet eerder ontdekt element dat hij thulium noemde.
De naam thulium is afkomstig van Thule, de oude Romeinse naam voor een mythisch land in het verre noorden, vermoedelijk Scandinavië of mogelijk IJsland.

## Toepassingen
Thulium kan worden gebruikt om lasers te maken, maar door de hoge kosten van dit metaal zijn de toepassingsmogelijkheden gering. Enkele andere zeldzame toepassingen zijn:
- Na een bombardement met neutronen kan thulium worden gebruikt als bron van röntgenstraling.
- Er zijn aanwijzingen dat thulium kan worden gebruikt in magnetische keramische materialen.

Het instabiele 171Tm kan in de toekomst mogelijk als beperkt inzetbare energiebron worden gebruikt.

## Opmerkelijke eigenschappen
Van alle lanthanoïden komt thulium op aarde het minst voor. Het is een buigzaam en helder glanzend metaal, dat redelijk corrosiebestendig is tegen lucht.

## Verschijning
In zeer lage concentraties (ongeveer 0,007%) wordt thulium aangetroffen in mineralen waarin ook veel andere lanthanoïden voorkomen, zoals monaziet. Met behulp van ionenwisselaars kan thulium hieruit worden geïsoleerd. Een andere methode is door reductie met calcium.

## Isotopen
| Stabielste isotopen | Stabielste isotopen | Stabielste isotopen       | Stabielste isotopen       | Stabielste isotopen       | Stabielste isotopen       |
| Iso                 | RA (%)              | Halveringstijd            | VV                        | VE (MeV)                  | VP                        |
| ------------------- | ------------------- | ------------------------- | ------------------------- | ------------------------- | ------------------------- |
| 168Tm               | syn                 | 93,1 d                    | β−                        | 1,679                     | 168Yb                     |
| 169Tm               | 100                 | stabiel met 100 neutronen | stabiel met 100 neutronen | stabiel met 100 neutronen | stabiel met 100 neutronen |
| 170Tm               | syn                 | 128,6 d                   | β−                        | 3,990                     | 170Yb                     |
| 171Tm               | syn                 | 1,92 j                    | β−                        | 1,490                     | 171Yb                     |

In de natuur komt er één stabiele thulium isotoop voor. Er zijn 31 radioactieve thulium isotopen bekend, waarvan het meest stabiele isotoop 171Tm is met een halveringstijd van 1,92 jaar. De overige isotopen hebben halveringstijden van minder dan 64 uur.

## Toxicologie en veiligheid
Over de toxische eigenschappen van thulium is weinig bekend, daarom moet het met grote zorgvuldigheid worden behandeld. Van poedervormig thulium is bekend dat het brand- en explosiegevaar kan opleveren.